# Sjeničak Lasinjski
Sjeničak Lasinjski je mjesto u sastavu općine Lasinja u Karlovačkoj županiji. Pored Sjeničaka Lasinjskog područje Sjeničaka obuhvaća Gornji Sjeničak i Donji Sjeničak, naselja u sastavu Grada Karlovca.

## Povijest
Današnji naziv Sjeničaka potječe od srednjovjekovnog grada Steničnjaka, izgrađenog početkom 12. stoljeća na povišenoj glavici iznad potoka Tršca.
Steničnjak se prvi puta spominje u starim ispravama 1299. godine. Građen je oko 1105. godine. 
Gradom i imanjem su gospodarili grofovi Celjski, Frankopani, Ergevarski, Kanižaji i posljednji Draškovići. Bio je to jedan od najstarijih i najvećih srednjovjekovnih gradova u Hrvatskoj, koji je nakon petostoljetnog postojanja, početkom 17. stoljeća napušten i porušen u Habsburško-turskim ratovima.
Krajem 17. stoljeća područje Steničnjaka je naseljavano Vlasima u okviru Vojne krajine. Radi lakšeg i drugačijeg izgovora naseljenici nazivaju Steničnjak od tada novim imenom Sjeničak, koji će do dan danas ostati. Mjesto gdje se nalaze ostatci ovog grada današnji stanovnici nazivaju Roknić gradina.
Sjeničak je od 1783. godine do 1941. godine pripadalo području Banovine, a od tada Korduna. Sva tri mjesta Gornji, Donji i Lasinjski Sjeničak su do 1992. godine bili su u sastavu općine Karlovac.

### Sjeničarska buna
Ukidanjem Vojne krajine u drugoj polovini 19. stoljeća graničarima su ukinute stare pravice i povlastice, a porezi su se neprestalno povećavali. Osnažen je i pokret protiv nasilne mađarizacije. Misleći da su došli da na crkvu izvjese mađarsku zastavu, seljaci su 21. rujna 1897. vilama, motikama, sjekirama i pokojim štucem napali tročlanu komisiju koja je iz Zagreba došla da - razmjerava zemljište. Došljaci su za čas bili opkoljeni razjarenom masom i ubijeni. Nekoliko dana poslije žandari iz Lasinje i vojnici iz Petrinje uhitili su više desetaka ljudi i žena. Pred Kraljevskim sudbenim stolom u Zagrebu izvedeno je 48 Sjeničaraca optuženih za ubojstva, zločin i pobunu. Osuđeno je 19 osoba, a od toga 11 na smrt (3 od tih osuda su bile izvršene). Buna u Sjeničaku je bila posljednja seljačka buna u Hrvatskoj u 19. stoljeću.

### Školstvo
Prva pismenost u Sjeničaku se stjecala u okviru parohijalne crkve Svete Petke koja je u selu postojala od 1715. godine. Prvi učitelji su, prema pisanim podacima iz 1781. godine, bili svećenici i đakoni. Prva javna škola najvjerojatnije je postojala od 1834. godine i nalazila se u blizini crkve u Lasinjskom Sjeničaku. Nova škola otvorena je 1868. godine u Gornjem Sjeničaku u zaseoku Bijelići i u njoj se tada izučavao i njemački jezik. 
Dvije škole postojale su i u periodu između dva svjetska rata. U to vrijeme izgrađena je 1929. godine nova školska zgrada u Lasinjskom Sjeničaku i 1938. godine u Gornjem Sjeničaku. U obje škole učilo je 300 djece. Od 1932. do 1936. godine u Gornjem Sjeničaku je učiteljevao poznati bosanskohercegovački pisac Hasan Kikić. Srušene u Drugom svjetskom ratu, poslije rata su izgrađene nove školske zgrade u Lasinjskom Sjeničaku Osnovne i područne škole u Gornjem Sjeničaku. 

## Stanovništvo
| Sjeničak Lasinjski |              |              |              |                |                |
| godina popisa      | 2001.        | 1991.        | 1981.        | 1971.          | 1961.          |
| Srbi               | 168 (88,88%) | 632 (93,35%) | 847 (97,13%) | 1.014 (94,06%) | 1.180 (99,07%) |
| Hrvati             | 5 (2,64%)    | 10 (1,47%)   | 13 (1,49%)   | 20 (1,85%)     | 7 (0,58%)      |
| Jugoslaveni        | 0            | 11 (1,62%)   | 4 (0,45%)    | 31 (2,87%)     | 0              |
| ostali i nepoznato | 16 (8,46%)   | 24 (3,54%)   | 8 (0,91%)    | 13 (1,20%)     | 4 (0,33%)      |
| ukupno             | 189          | 677          | 872          | 1.078          | 1.191          |

Izvor: "Naselja i stanovništvo RH od 1857-2001. godine", Izdanje Državnog zavoda za statistiku Republike Hrvatske, Zagreb, 2005.
| broj stanovnika | 1042  | 1124  | 1106  | 1283  | 1367  | 1491  | 1377  | 1696  | 1073  | 1266  | 1191  | 1078  | 872   | 677   | 189   | 157   | 106   |
|                 | 1857. | 1869. | 1880. | 1890. | 1900. | 1910. | 1921. | 1931. | 1948. | 1953. | 1961. | 1971. | 1981. | 1991. | 2001. | 2011. | 2021. |

## Poznate osobe
- Sava Mrkalj (1783. – 1833.), reformator azbuke. Za reformu jezika zalagao se u svom djelu "Salo debeloga jera libo azbukoprotres" tiskanom u Budimu 1810. godine.
- Gojko Nikoliš (1911-1995.), liječnik i pisac, narodni heroj Jugoslavije, napisao memoare "Korjeni, stablo, pavetina" i "Sava Mrkalj - povijest o jednom stradalniku".
- Jovo M. Bižić (1927-2003.), učitelj i pisac, napisao trilogiju o ljudima i događajima "Tuđe večere", "Pogrom" i "Ovajke drugovi".
- Miloš Kljajić (1916-1944.), narodni heroj Jugoslavije.